# Campionati europei di dressage 2001
I Campionati europei di dressage 2001 si sono svolti a Verden, in Germania. 

## Podi
| Evento           | Oro            | Argento          | Bronzo            |
| Gara individuale | Ulla Salzgeber | Arjen Teeuwissen | Nadine Capellmann |
| Gara a squadre   | Germania       | Paesi Bassi      | Danimarca         |

## Medagliere
| Posiz. | Nazione     | Oro | Argento | Bronzo | Totale |
| ------ | ----------- | --- | ------- | ------ | ------ |
| 1      | Germania    | 2   | 0       | 1      | 3      |
| 2      | Paesi Bassi | 0   | 2       | 0      | 2      |
| 3      | Danimarca   | 0   | 0       | 1      | 1      |
| Totale | Totale      | 2   | 2       | 2      | 6      |